# Respire (téléfilm)
Pour les articles homonymes, voir Respire.
Pour plus de détails, voir Fiche technique et Distribution.
Respire est un téléfilm franco-belge réalisé en 2023 par Jérôme Cornuau.
Cette fiction est librement inspirée de l'histoire vraie de la chanteuse marseillaise Tessæ et adaptée de son livre « Frôler les murs » (coédition JC Lattès et Wagram livres),,,,. Victime de harcèlement scolaire, la jeune fille avait trouvé son salut dans la musique,.

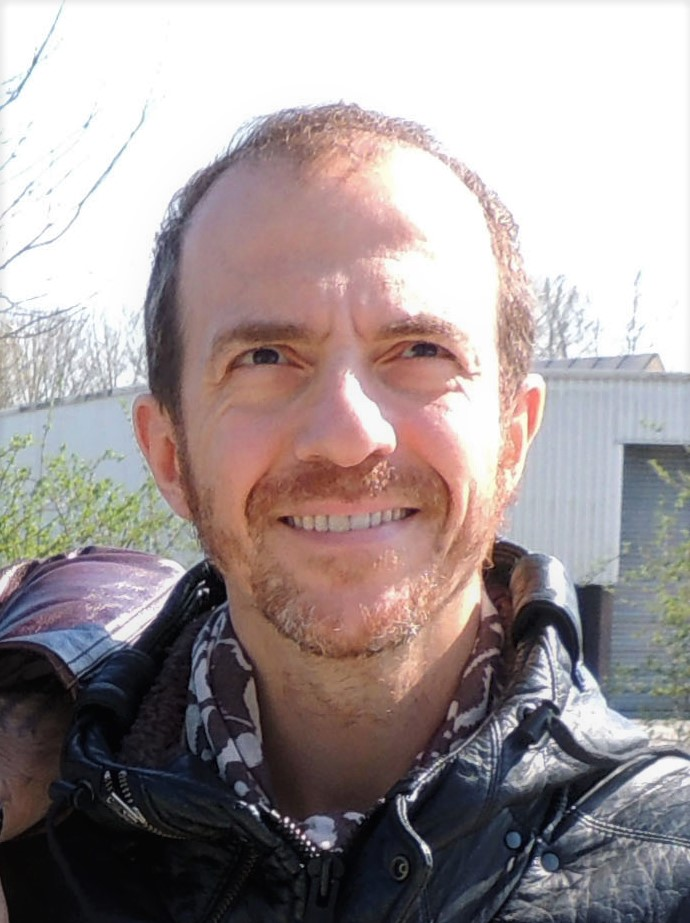
Calogero.

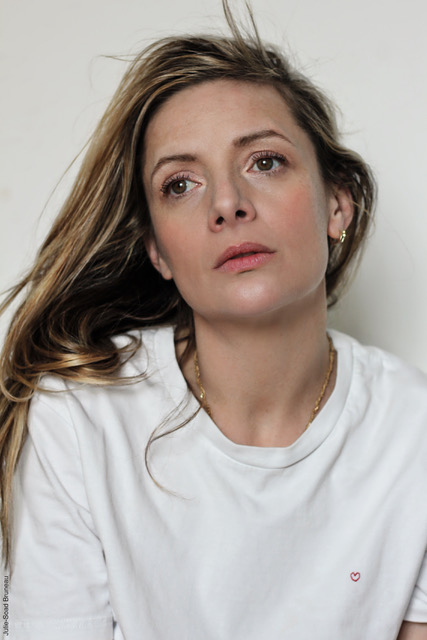
Charlie Bruneau.

## Fiche technique
Sauf indication contraire, les informations mentionnées dans cette section peuvent être confirmées par les bases de données cinématographiques IMDb et Allociné,  présentes dans la section « Liens externes ».
- Titre français : Respire
- Réalisation : Jérôme Cornuau[1],[3],[4],[5],[6]
- Scénario : Caroline Franc et Élise Ayrault
- Musique :
- Décors : Jean-Jacques Gernollea
- Costumes : Kat Launay
- Photographie : Romain Wilhelm
- Son : Frédéric Gendre, Yves Servagent et Alexandre Widmer
- Montage : Solal Cornuau
- Production : Ivan Sadik, Arnaud Le Guilcher et Hubert Cornet[7]
- Sociétés de production : TV Presse Productions, Wagram Productions, Studiofact Stories, Be-FILMS et la RTBF[8]
- Pays de production :  France /  Belgique
- Langue originale : français
- Format : couleur
- Genre : Drame
- Durée : 2 × 45 minutes[5]
- Dates de première diffusion : 
  - France : 12 septembre 2023 sur M6[6]
  - Belgique : 17 novembre 2023 sur Tipik[7]

## Distribution
- Charlie Loiselier : Tessa Martinez
- Calogero : Raphaël Delage, le professeur de musique de Tessa
- Charlie Bruneau : Karine Martinez, la mère de Tessa
- Rémi Pedevilla : Arnaud Martinez, le père de Tessa
- Léonie Simaga : Sofia Touré, la coach
- Valentin Duclaux : Tom
- Adriel Sorrente : Yanis
- Timéo Ponzio : Théodore
- Jérémie Poppe : Greg
- Hippolyte Touhé : Stan
- Anne Décis : Mme Batom
- Tessæ : elle-même

## Production

### Genèse et développement
La réalisation du téléfilm est assurée par Jérôme Cornuau,,,.
Le téléfilm est une coproduction de TV Presse Productions, Wagram Productions, Studiofact Stories, Be-FILMS et la RTBF pour le groupe M6, réalisée avec le soutien de la région Provence-Alpes-Côte d'Azur.
La production est assurée par Ivan Sadik.

### Attribution des rôles
Le rôle principal est interprété par Charlie Loiselier, finaliste de la première saison de The Voice Kids en 2014,,,.
À ses côtés, Calogero, fait ses premiers pas en tant qu'acteur dans le rôle de Raphaël, le prof de musique de Tessa,,,.

### Tournage
Le tournage se déroule du 13 février au 13 mars 2023 dans la ville de Marseille et ses environs,.

## Accueil

### Diffusions et audience
La diffusion du téléfilm le 12 septembre 2023 sur M6 est le point d'orgue d'une soirée spéciale consacrée au harcèlement scolaire : elle est suivie d'un débat en plateau et d'un documentaire intitulé École : en finir avec le harcèlement scolaire !,.

### Accueil critique
Pour Télérama, « Adapté de son autobiographie Frôler les murs, ce téléfilm touche juste, sans excès de pédagogie et avec sensibilité, porté par le duo de comédiens Charlie Loiselier et Calogero ».
Le magazine Télé 2 semaines attribue 2 étoiles au drame Respire de M6 : « Une adaptation réussie du livre de la chanteuse Tessae ».
De son côté, l'hebdomadaire Télécâble Sat Hebdo estime que les acteurs sont convaincants mais que le téléfilm manque de relief.